# Last Days in Vietnam
Last Days in Vietnam è un documentario del 2014 diretto da Rory Kennedy candidato al premio Oscar al miglior documentario.